# SN 2008gl
SN 2008gl – supernowa typu Ia odkryta 20 października 2008 roku w galaktyce UGC 881. W momencie odkrycia miała maksymalną jasność 16,30m.